# Francis Charles Robert Jourdain

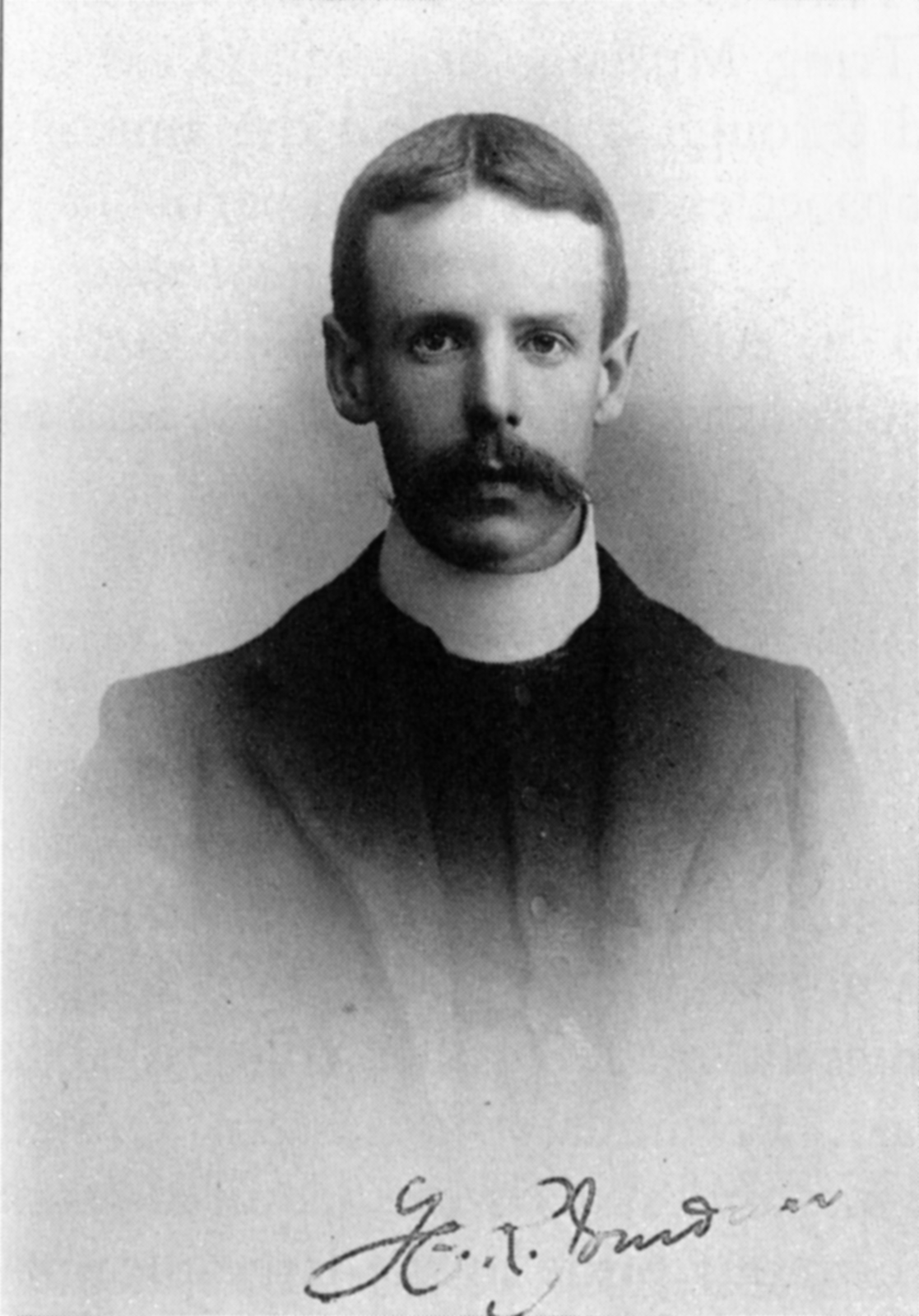
Francis Charles Robert Jourdain

Reverend Francis Charles Robert Jourdain (* 4. März 1865 in Ashbourne, Derbyshire; † 27. Februar 1940) war ein britischer Amateurornithologe und Oologe. Er war der Gründer der British Oological Association, die nach seinem Tod in Jourdain Society umbenannt wurde.
Sein Vater war Vikar im ländlichen Dekanatsbezirk Ashbourne-cum-Mapleton. Jourdain studierte am Magdalen College, wo er 1887 zum Bachelor of Arts graduierte. 1890 wurde er ordiniert. Er leitete die erste Expedition der Universität Oxford nach Spitzbergen, und sein ornithologisches Interesse führte ihn nach Holland, Dänemark, Spanien, Marokko, Korsika, Rumänien, Island und Algerien. Jourdain war Mitglied der British Ornithologists’ Union, der Deutschen Ornithologen-Gesellschaft und vielen anderen ornithologischen Gesellschaften. Darüber hinaus war er Fellow of the Zoological Society of London, Präsident der Oxford Ornithological Society und ab 1909 stellvertretender Herausgeber des Magazins British Birds.

## Werke
Neben zahlreichen Artikeln über seine Beobachtungen der Vogelwelt von Derbyshire war Jourdain an den folgenden Werken beteiligt:
- Hartert, Ernst; Jourdain, F.C.R.; Ticehurst, N.F.; & Witherby, H.F. (1912). A Hand-List of British Birds. H.F. & G. Witherby Ltd: London.
- Jourdain, F.C.R. (1906–1909). The Eggs of European Birds.
- Kirkman, F.B.; & Jourdain, F.C.R. (1930). British Birds. Nelson & Jack.
- Witherby, H.F.; Jourdain, F.C.R.; Ticehurst, Norman F.; & Tucker, Bernard W. (1938–1941). Handbook of British Birds. Vols.1-5. H.F. & G. Witherby Ltd: London.